# Европско првенство у уметничком клизању 2011.
Европско првенство у уметничком клизању 2011. је такмичење у уметничком клизању које организује Међународна клизачка организација. Такмичење је одржано од 24. до 30. јануара 2011. у Бернској арени у истоименом граду у Швајцарској.

## Освајачи медаља

### мушкарци
| пласман | име           | земља        | укупно поена | кратки програм | кратки програм | слободни програм | слободни програм |
| ------- | ------------- | ------------ | ------------ | -------------- | -------------- | ---------------- | ---------------- |
| 1       | Флоран Амодио | Француска    | 226,86       | 1              | 78,11          | 3                | 148,75           |
| 2       | Бриан Жубер   | Француска    | 223,01       | 7              | 70,44          | 1                | 152,57           |
| 3       | Томаш Вернер  | Чехословачка | 222,60       | 5              | 72,91          | 2                | 149,69           |

Укупно је наступило 37 такмичара (уз једно одустајање). За Босну и Херцеговину је наступио Дамјан Остојич који се није пласирао за наступ у кратком програму. 

### жене
| пласман | име              | земља      | укупно поена | кратки програм | кратки програм | слободни програм | слободни програм |
| ------- | ---------------- | ---------- | ------------ | -------------- | -------------- | ---------------- | ---------------- |
| 1       | Сара Мајер       | Швајцарска | 170,60       | 3              | 58,56          | 2                | 112,04           |
| 2       | Каролина Костнер | Италија    | 168.54       | 6              | 53,17          | 1                | 115,37           |
| 3       | Кијра Корпи      | Финска     | 166,40       | 1              | 63,50          | 4                | 102,90           |

Укупно је наступила 37 такмичарки. Србију је представљала Марина Сеех која је такмичење завршила у прелиминарној рунди.

### парови
| пласман | име                                | земља   | укупно поена | кратки програм | кратки програм | слободни програм | слободни програм |
| ------- | ---------------------------------- | ------- | ------------ | -------------- | -------------- | ---------------- | ---------------- |
| 1       | Аљона Савченко / Робин Солкови     | Немачка | 206,20       | 1              | 72,31          | 2                | 133,89           |
| 2       | Јуко Кавагути / Александар Смирнов | Русија  | 203,61       | 2              | 69,49          | 1                | 134,12           |
| 3       | Вера Базарова / Јуриј Ларионов     | Русија  | 188,24       | 3              | 62,89          | 3                | 125,35           |

Укупно је наступило 15 клизачких парова уз једно одустајање. 

### плес на леду
| пласман | име                                   | земља                | укупно поена | кратки програм | кратки програм | слободни програм | слободни програм |
| ------- | ------------------------------------- | -------------------- | ------------ | -------------- | -------------- | ---------------- | ---------------- |
| 1       | Натали Пешала / Фабијан Бурза         | Француска            | 167,40       | 1              | 66,91          | 1                | 100,49           |
| 2       | Јекатерина Боброва / Дмитриј Соловјов | Русија               | 161,14       | 2              | 65,46          | 2                | 95,68            |
| 3       | Шинид Кер / Џон Кер                   | Уједињено Краљевство | 157,49       | 3              | 62,87          | 3                | 94,62            |

Укупно се такмичило 27 плесних парова.